# 18579 Донґтьєнву
18579 Донґтьєнву  (18579 Duongtuyenvu) — астероїд головного поясу, відкритий 5 грудня 1997 року.
Тіссеранів параметр щодо Юпітера — 3,399.